# Mikołaj (Olchowski)
Mikołaj, imię świeckie Nikołaj Aleksandrowicz Olchowski (ur. 17 grudnia 1974 w Trenton) – biskup Rosyjskiego Kościoła Prawosławnego poza granicami Rosji. W 2022 r. wybrany na Pierwszego Hierarchę tegoż Kościoła.

## Życiorys
Rodzina przyszłego biskupa - zarówno ojciec Aleksandr Olchowski, jak i matka, z domu Rusinowicz - pochodziła z Białorusi. Przodkowie hierarchy tak od strony ojca, jak i od strony matki uciekli przed Armią Czerwoną z ziem białoruskich przez Polskę do Niemiec, zaś w 1948 r. udali się do Brazylii. Następnie w 1961 r. obie rodziny przeniosły się do USA. Tam też rodzice przyszłego biskupa wzięli ślub. On sam oraz jego bracia Siergiej i Pawieł urodzili się w Trenton i tam zostali ochrzczeni w cerkwi Zaśnięcia Matki Bożej, założonej przez emigrantów rosyjskich.  
Ukończył seminarium duchowne przy monasterze Trójcy Świętej w Jordanville, w czasie nauki w szkole pracował w klasztornych pracowniach rękodzieła i pisania ikon oraz w drukarni monasterskiej. Od marca 1999 do marca 2008 był osobistym służką (cs. kielejnik) arcybiskupa, a następnie metropolity nowojorskiego Ławra. W 2000 ukończył ponadto studia na kierunku informatyka i komunikacja w State University of New York Technology School.
12 czerwca 2004 przyjął święcenia diakońskie, służył w monasterze w Jordanville. Był duchownym żonatym, przed święceniami ożenił się z Jekatieriną Szochową, wnuczką biskupa Mitrofana (Znosko-Borowskiego). Od 2008 pracował w kancelarii Synodu Biskupów Rosyjskiego Kościoła Prawosławnego poza granicami Rosji. W 2010 mianowano go oficjalnym opiekunem Kursko-Korzennej Ikony Matki Bożej „Znak”, najważniejszego cudownego wizerunku maryjnego przechowywanego w świątyni Rosyjskiej Cerkwi Zagranicznej, służył w soborze Ikony Matki Bożej „Znak” w Nowym Jorku. Święcenia kapłańskie przyjął 1 sierpnia 2012 w cerkwi św. Serafina z Sarowa w Sea Cliff. Był już wtedy od dwóch lat wdowcem.
Wielokrotnie reprezentował Rosyjski Kościół Prawosławny poza granicami Rosji w czasie wizyt w Rosyjskim Kościele Prawosławnym, zarówno w Moskwie, jak i w jego administraturach poza Rosją. Uczestniczył w spotkaniu zwierzchników obu Kościołów w 2004, które zakończyło się oficjalnym zakończeniem rozłamu między Patriarchatem Moskiewskim a Cerkwią Zagraniczną.
19 marca 2014 otrzymał nominację na biskupa Manhattanu, wikariusza eparchii wschodnioamerykańskiej Rosyjskiego Kościoła Prawosławnego poza granicami Rosji. W związku z tym 4 kwietnia 2014 złożył wieczyste śluby mnisze przed przełożonym monasteru w Jordanville archimandrytą Łukaszem, zachowując imię Mikołaj, lecz przyjmując jako drugiego patrona św. Mikołaja Japońskiego. 27 kwietnia 2014 otrzymał godność archimandryty.
Jego chirotonia biskupia odbyła się 29 czerwca 2014 w soborze Ikony Matki Bożej „Wszystkich Strapionych Radość” w San Francisco.
Po śmierci metropolity wschodnioamerykańskiego i nowojorskiego Hilariona pełnił obowiązki administratora eparchii.
13 września 2022 r. Sobór Biskupów Rosyjskiego Kościoła Prawosławnego poza granicami Rosji wybrał go na Pierwszego Hierarchę Kościoła. Jego wybór dzień później potwierdził Święty Synod Rosyjskiego Kościoła Prawosławnego. 17 września została mu nadana godność metropolity. 18 września 2022 r. w soborze Ikony Matki Bożej "Znak" w Nowym Jorku został intronizowany na urząd Pierwszego Hierarchy.